# FIBA Europapokal der Landesmeister 1986/87
Die Saison 1986/87 war die 30. Spielzeit des FIBA Europapokal der Landesmeister, der von der FIBA Europa veranstaltet wurde.
Den Titel gewann zum zweiten Mal Tracer Milano aus Italien.

## Modus
Es nahmen die 25 Meister der nationalen Ligen sowie der Titelverteidiger teil. Die Sieger der Spielpaarungen der ersten und zweiten Runde wurden in Hin- und Rückspiel ermittelt. Entscheidend war das gesamte Korbverhältnis beider Spiele. Die Sieger der zweiten Runde erreichten die Gruppenphase, in der die sechs verbliebenen Mannschaften um den Einzug ins Finale kämpften. Das Finale wurde in einem Spiel an einem neutralen Ort ausgetragen.

## Qualifikationsrunde
- Hinspiele: 18. September 1986
- Rückspiele: 25. September 1986

|                      | Gesamt  |                  | Hinspiel | Rückspiel |
| -------------------- | ------- | ---------------- | -------- | --------- |
| Manchester United BC | 170:154 | Benfica Lissabon | 91:67    | 79:87     |
| Torpan Pojat         | 166:157 | Honvéd Budapest  | 96:80    | 70:77     |

## 1. Runde
- Hinspiele: 2. Oktober 1986
- Rückspiele: 9. Oktober 1986

|                      | Gesamt  |                      | Hinspiel | Rückspiel |
| -------------------- | ------- | -------------------- | -------- | --------- |
| Alviks BK            | 193:206 | TJ Zbrojovka Brünn   | 95:110   | 98:96     |
| Manchester United BC | 143:173 | Real Madrid          | 78:86    | 65:87     |
| Torpan Pojat         | 206:180 | BK Klosterneuburg    | 119:80   | 87:100    |
| Pully Basket         | 203:226 | Maccabi Tel Aviv     | 91:102   | 112:124   |
| Bayer 04 Leverkusen  | 156:146 | Nashua Den Bosch     | 70:70    | 86:76     |
| Partizani Tirana     | 145:158 | EB Orthez            | 63:73    | 82:85     |
| Aris Thessaloniki    | 240:154 | Sunair Ostende       | 115:77   | 125:77    |
| Murray Edinburgh     | 166:184 | Tracer Milano        | 83:83    | 83:101    |
| KKS Zagłębie         | 171:172 | Galatasaray Istanbul | 83:95    | 88:77     |
| CSA Steaua Bukarest  | 169:215 | Žalgiris Kaunas      | 90:107   | 79:108    |
| Achilleas Kaimakli   | 124:230 | Lewski Sofia         | 69:129   | 55:101    |
| Sparta Bertrange     | 139:229 | KK Zadar             | 68:116   | 71:113    |

## 2. Runde
- Hinspiele: 30. Oktober 1986
- Rückspiele: 6. November 1986

|                      | Gesamt  |                  | Hinspiel | Rückspiel |
| -------------------- | ------- | ---------------- | -------- | --------- |
| TJ Zbrojovka Brünn   | 161:214 | Real Madrid      | 70:82    | 91:132    |
| Torpan Pojat         | 175:207 | Maccabi Tel Aviv | 89:95    | 86:112    |
| Bayer 04 Leverkusen  | 142:165 | EB Orthez        | 76:84    | 66:81     |
| Aris Thessaloniki    | 147:150 | Tracer Milano    | 98:67    | 49:83     |
| Galatasaray Istanbul | 142:182 | Žalgiris Kaunas  | 70:87    | 72:95     |
| Lewski Sofia         | 177:191 | KK Zadar         | 88:90    | 89:102    |

## Gruppenphase
Bei Punktgleichheit zweier oder dreier Teams entschied nicht das Korbverhältnis, sondern der direkte Vergleich untereinander.
| - 1. Spieltag: 4. Dezember 1986 - 2. Spieltag: 11. Dezember 1986 - 3. Spieltag: 8. Januar 1987 - 4. Spieltag: 15. Januar 1987 - 5. Spieltag: 22. Januar 1987 | - 6. Spieltag: 29. Januar 1987 - 7. Spieltag: 19. Februar 1987 - 8. Spieltag: 26. Februar 1987 - 9. Spieltag: 5. März 1987 - 10. Spieltag: 12. März 1987 |

### Gruppe Top 6
| Team                | Sp | S | N | P+  | P-  |
| ------------------- | -- | - | - | --- | --- |
| 1. Tracer Milano    | 10 | 7 | 3 | 870 | 814 |
| 2. Maccabi Tel Aviv | 10 | 7 | 3 | 861 | 820 |
| 3. EB Orthez        | 10 | 6 | 4 | 809 | 822 |
| 4. KK Zadar         | 10 | 4 | 6 | 819 | 831 |
| 5. Žalgiris Kaunas  | 10 | 3 | 7 | 821 | 862 |
| 6. Real Madrid      | 10 | 3 | 7 | 862 | 893 |

## Finale
Das Endspiel fand am 2. April 1987 in Lausanne statt.
|               | Ergebnis |                  |
| ------------- | -------- | ---------------- |
| Tracer Milano | 71:69    | Maccabi Tel Aviv |

- Final-Topscorer:  Lee Johnson (Maccabi Tel Aviv): 24 Punkte